# Bethlen–Peyer-paktum
A Bethlen–Peyer-paktum fontos része volt Magyarország háború utáni konszolidációjának. Az egyezmény neve a Bethlen István, Magyarország miniszterelnöke és Peyer Károly, a Magyarországi Szociáldemokrata Párt (MSZDP) elnöke közötti megállapodást takarja, s 1921. december 22-én került aláírásra. Noha titkosnak szánták, a Népszava az MSZDP jóváhagyásával három évvel később, 1924. december 31-ei számában teljes egészében közölte, komoly megütközést keltve a nemzetközi munkásmozgalomban.

## Előzmények
Gróf Bethlen István, Magyarország frissen kinevezett miniszterelnöke már beiktatása (1921. április 14.) óta egyik fő céljának nevezte meg az általános konszolidációt mind gazdasági, mind társadalmi értelemben. Éppen ezért tartotta fontosnak valamilyen megegyezésre jutni a rendszer akkor legradikálisabb ellenzékével, a Tanácsköztársaság megbuktatása óta illegálisan működő Magyarországi Szociáldemokrata Párttal is.
A kormány a munkásság felé tett gesztusként engedélyezte május elseje megünneplését, majd 1921. december 7-én Bethlen a nemzetgyűlésben nyilvánosan ismertette a szociáldemokratáknak tenni szánt engedményeket. Másnap megkezdődtek a tárgyalások a kormány és az MSZDP között.

## A paktum aláírói
Habár a köztudatban a paktum Bethlen és Peyer megállapodásaként él – ezt tükrözi a neve is –, valójában a kormány és az MSZDP testületileg kötötte meg. Ezt mutatja, hogy Bethlen mellett további négy kormánytag, Peyer mellett pedig az MSZDP részéről Farkas István és Miákits Ferenc is aláírta.

## Az egyezség lényege
A paktum értelmében az MSZDP lemondott a közalkalmazottak, vasutasok és postások pártjukba való beszervezésétől és a földmunkások körében is korlátozták propagandatevékenységüket, felhagynak a tömegsztrájkok és a köztársasági propaganda szervezésével, illetve felhagynak Bethlen külpolitikájának bírálatával. Ezekért cserébe a pártot újra legalizálták, törvényes működésüket biztosították, szakszervezeteiket, ha korlátozott mértékben és formában is (pl. politikával ezek nem foglalkozhattak), de újraszervezhették. Az MSZDP újra indulhatott a  községi, törvényhatósági és parlamenti választásokon, helyi pártszervezetei lehettek, választási és egyéb politikai gyűléseket szervezhettek, kiadványokat jelentethettek meg. A Szociáldemokrata Párt tagjai által betölthető parlamenti képviselői helyek számát annak ellenére is 24 főben (az akkori parlament 10%-a) maximálták, hogy a paktum alapvetően az általános és titkos választásokhoz való jog megalapozásáról szólt. A képviselői helyek maximálásáért cserébe viszont leállították a baloldaliakkal szembeni retorziókat (amnesztiarendelet) s csak a valóban közveszélyt jelentőkre (radikálisokra) – ezért főképpen, de nem kizárólag a kommunistákra – korlátozva az intézkedéseket.

## Utóhatásai
A paktumot a szociáldemokraták nagyszerű taktikai sikernek könyvelték el, melynek révén az 1922-es választásoktól kezdve egészen 1944-ig parlamenti képviselettel rendelkezhettek, s nyugodt, rendezett és legális körülmények között tevékenykedhettek, míg a kommunisták árulásként értékelték a „munkásarisztokrácia” és a tőke kiegyezését. Hidas Antal Vörös Csepel című indulójának szövegében Büchlert, Proppert és Peyert a munkásosztály árulóiként aposztrofálta.
A paktum egyik „bónusz” hozadéka a szociáldemokraták számára az volt, hogy a nagy rivális, a Kommunisták Magyarországi Pártja továbbra is illegalitásba kényszerült (és a szovjet bevonulásig ott is maradt), s tagjait, agitátorait, ahogy kiadványait és a tevékenységét úgy általában a rendszer továbbra is üldözte, elnyomta, vezetőiket bebörtönözte, nem egyszer ki is végezte (ami ellen sohasem léptek fel – kivéve Malasits Gézát, a párt vezérszónokát, aki később a koncentrációs táborba hurcoltakért is harcosan kiállt a parlamentben). Emiatt az MSZDP és szatellitszervezetei a baloldalon gyakorlatilag egyeduralkodóvá válhattak egészen a pártnak Magyarország német megszállását követő betiltásáig.